# Иоганн Фридрих Александр цу Вид
Иоганн Фридрих Александр цу Вид[-Нойвид] (англ. Johann Friedrich Alexander zu Wied[-Neuwied]; 18 ноября 1706, Штайнебах-на-Виде — 7 августа 1791, Нойвид) — немецкий дворянин, 2-й граф цу Вид-Нойвид (17 сентября 1737 — 29 мая 1784) и 1-й князь цу Вид-Нойвид (29 мая 1784 — 7 августа 1791).

## Биография
Старший сын Фридриха Вильгельма цу Вида-Нойвида (1684—1737), 1-го графа Вида-Нойвида (1698—1737), и Луизы Шарлотты Дона-Шлобиттен (1688—1736), дочери графа Александра цу Дона-Шлобиттен (1661—1728) и его первой жены графини Амалии Луизы цу Дона-Карвинден (1661—1724).
Учился в университетах Страсбурга и Кёнигсберга. В сентябре 1737 года после смерти своего отца Фридриха Вильгельма Иоганн Фридрих, как самый старший из трех братьев, унаследовал титул графа цу Вида-Нойвида.
В 1737 году он сыграл важную роль в мирных переговорах в Вене, в результате которых закончилась Война за польское наследство (1733—1735). В 1738 году император Священной Римской империи предложил ему принять княжеский титул, но он отказался по финансовым причинам.
Во время своего правления Иоганн Фридрих Александр цу Вид способствовал социальному и экономическому развитию своего небольшого княжества Вид-Нойвид. В стремлении увеличить количество жителей в своей столице он разрешил в Нойвиде создание многочисленных фабрик и мастерских. Он также организовал лотерею, в которой участники могли выиграть дом в столице. Его правление характеризуется открытостью и религиозной терпимостью. В 1750 году он разрешил построить Моравскую церковь. Он способствовал строительству Меннонитской церкви и синагоги в Нойвиде, полностью реализовав политику религиозной терпимости своего деда Фридриха III. По этой причине, немецкий историк Макс Браубах описал его как «одного из лучших представителей просвещенного абсолютизма в рейхе».
Иоганн Фридрих Александр цу Вид был также председателем Собрания знати Нижнерейнской Вестфалии и мог, таким образом, оказывать влияние на имперскую политику. Его успех в качестве посредника между протестантами и католиками принес ему княжеский титул в 1784 году.

## Семья и дети
2 января 1739 года он женился на Каролине Кирхбергской (14 октября 1720 — 19 декабря 1795), графине Сайн-Гахенбургской, дочери Георга Фридриха Кирхбергского (1683—1749), графа Сайн-Гахенбургского, и Софии Амалии (1688—1753), графини Нассау-Отвейлерской.
Супруги имели трёх детей:
- София Каролина цу Вид (16 апреля 1740 — 1 октября 1742)
- Фридрих Карл цу Вид (25 декабря 1741 — 1 марта 1802), 2-й принц Вид
- Александр Август цу Вид (18 марта 1747 — 27 апреля 1750)